# Кемерон Бортвік-Джексон
Кемерон Джейк Бортвік-Джексон (англ. Cameron Jake Borthwick-Jackson; нар. 2 лютого 1997 року, Манчестер) — англійський футболіст, захисник клубу «Манчестер Юнайтед».

## Клубна кар'єра
Кемерон виступав за академію «Манчестер Юнайтед» з 6-річного віку. 16 вересня 2013 року 16-річний Бортвік-Джексон дебютував за резервістів «Манчестер Юнайтед» у грі проти «Болтон Вондерерз», вийшовши на заміну Тому Лоуренсу.
У сезоні 2013/14 виступав за команду «Манчестер Юнайтед» до 18 років, зігравши 18 матчів у чемпіонаті і ще 2 — в Молодіжному кубку Англії. 29 квітня 2014 року в останньому турі Прем'єр-ліги для гравців до 18 років відзначився забитим м'ячем у ворота «Сток Сіті».
У липні 2014 року Бортвік-Джексон допоміг «Юнайтед» виграти Молочний кубок, зігравши у всіх п'яти матчах турніру і забивши гол у грі проти шотландського клубу «Патрік Тістл» і переможний гол у фіналі у ворота французького клубу «Вандея».
У сезоні 2014/15 зіграв у 28 з 29 матчів Прем'єр-ліги для гравців до 18 років і забив гол у матчі проти «Блекберн Роверз» 31 січня 2015 року.
У сезоні 2014/15 був переведений в резервний склад «Манчестер Юнайтед». 7 листопада 2015 року дебютував в основному складі «Манчестер Юнайтед» у матчі Прем'єр-ліги проти «Вест Бромвіч Альбіон», вийшовши на заміну Маркосу Рохо.
22 серпня 2016 року перейшов в клуб «Вулвергемптон Вондерерз» на правах оренди до закінчення сезону 2016/17, проте на початку 2017 року повернувся в Манчестер.

## Кар'єра в збірній
З 2012 року виступав за національні збірні Англії різних вікових категорій.

## Статистика виступів
Станом на 5 ноября 2016 года
| Клуб              | Сезон             | Ліга | Ліга | Кубок Англії | Кубок Англії | Кубок ліги | Кубок ліги | Єврокубки | Єврокубки | Інше | Інше | Всього | Всього |
| Клуб              | Сезон             | Ігри | Голи | Ігри         | Голи         | Ігри       | Голи       | Ігри      | Голи      | Ігри | Голи | Ігри   | Голи   |
| ----------------- | ----------------- | ---- | ---- | ------------ | ------------ | ---------- | ---------- | --------- | --------- | ---- | ---- | ------ | ------ |
| Манчестер Юнайтед | 2015/16           | 10   | 0    | 3            | 0            | 0          | 0          | 1         | 0         | 0    | 0    | 14     | 0      |
| Манчестер Юнайтед | Всього            | 10   | 0    | 3            | 0            | 0          | 0          | 1         | 0         | 0    | 0    | 14     | 0      |
| «Вулвергемптон»   | 2016/17           | 6    | 0    | 0            | 0            | 1          | 0          | 0         | 0         | 0    | 0    | 7      | 0      |
| «Вулвергемптон»   | Всього            | 6    | 0    | 0            | 0            | 1          | 0          | 0         | 0         | 0    | 0    | 7      | 0      |
| Всього за кар'єру | Всього за кар'єру | 16   | 0    | 3            | 0            | 1          | 0          | 1         | 0         | 0    | 0    | 21     | 0      |